# Каллауровичи
Каллау́ровичи (бел. Калаву́равічы) — деревня в Пинском районе Брестской области Белоруссии. Административный центр Каллауровичского сельсовета. По переписи населения 2019 года в деревне насчитывалось 113 человек.

## История
Деревня является родовым гнездом шляхетской фамилии Каллаур герба «Остоя», также проживают шляхетские семьи Протасовицких, Колбов и др. До 1944 года в деревне находилась усадьба местной ветви рода Каллауров.
- Конец XIX века — часть земли принадлежит государству, 259 десятин находятся в частной собственности

## Культура
- Музей ГУО «Каллауровичская средняя школа» Пинского района

## Достопримечательности
- Часовня
- Старое кладбище